# A single man (película de 2009)
A single man es una película dramática romántica de época estadounidense de 2009 basada en la novela de 1964 del mismo nombre de Christopher Isherwood. El debut como director del diseñador de moda Tom Ford, la película está protagonizada por Colin Firth, quien fue nominado al Premio de la Academia al Mejor Actor por su interpretación de George Falconer, un profesor universitario británico gay deprimido que vive en el sur de California en 1962.
La película se estrenó el 11 de septiembre de 2009 en el 66.º Festival Internacional de Cine de Venecia y pasó al circuito de festivales de cine. Después de su proyección en el 34.º Festival Internacional de Cine de Toronto, la The Weinstein Company la eligió para distribuirla en Estados Unidos y Alemania. Una edición inicial limitada en los Estados Unidos comenzó el 11 de diciembre de 2009, para calificarla para la 82.ª edición de los Premios de la Academia con un lanzamiento más amplio a principios de 2010.

## Argumento
George es un profesor universitario inglés que vive en Los Ángeles en 1962, en plena crisis de los misiles, y que recientemente ha perdido en un accidente automovilístico a su pareja de los últimos 16 años, Jim. El dolor en que le sume esta pérdida hace que la vida le resulte insoportable y le obliga a hacer grandes esfuerzos para realizar las tareas cotidianas, por lo que una mañana se levanta con la decisión tomada de pegarse un tiro al finalizar la jornada y terminar con todo.
Acude como cada día a impartir su clase de literatura y aprovecha una pregunta de un alumno para hacer una reflexión sobre la utilización política del miedo para poder manipular a las masas y el trato que le dan a las minorías en esa época. Su alegato despierta el interés especialmente en uno de sus alumnos, Kenny, que se decide a hablar con su profesor y hacerle saber su admiración. George dedica el resto del día a resolver asuntos para dejar todo atado antes de su suicidio y a rememorar los momentos pasados con Jim. A la salida de una tienda se topa con un guapo chapero español que le ofrece sus servicios, George los rechaza pero le da algo de dinero y tienen una corta conversación en el aparcamiento, en la que el joven le expone sus optimistas puntos de vista sobre la vida, como que los amantes son como los autobuses, que basta con sentarse y esperar a que pase otro, y que hasta de las peores cosas sale algo bueno, como los bellos colores del anochecer fruto de la contaminación.
Al llegar a casa intenta vacilante consumar su suicidio, pero es interrumpido por la llamada de teléfono de su amiga Charlotte, con la que tenía una cita. George retrasa sus planes y va a pasar la velada con ella, la anima a que vuelva a Londres a empezar una nueva vida tras haberse divorciado y que su hijo ya se haya independizado y Charlotte se lamenta de que George no hubiera sido su marido. Tras despedirse de Charlotte y de camino a casa entra en un bar, allí se encuentra con su alumno Kenny, que se había informado de su dirección en la facultad. Kenny se le insinúa y le propone ir a nadar a la playa. Ahí se están bañando los dos desnudos cuando un golpe de mar derriba a George lo sumerge y hace que se golpee la cabeza, por lo que Kenny tiene que sacarlo del agua. Entonces ambos van a la casa de George y se toman unas cervezas juntos al calor de la chimenea, pero George que estaba rendido se queda dormido. En medio de la noche se despierta y ve dormido en el sofá a Kenny, cuando contempla la luna llena cambia de opinión y decide que merece la pena vivir. Guarda la pistola bajo llave y quema las cartas de despedida. Pero las emociones le juegan una mala pasada y en ese momento sufre un accidente inesperado.

## Reparto
| - Colin Firth: George - Matthew Goode: Jim - Julianne Moore: Charlotte “Charley” - Nicholas Hoult: Kenny Potter - Jon Kortajarena: Carlos, el chapero - Ginnifer Goodwin: Sra. Strunk - Teddy Sears: Sr. Strunk | - Ryan Simpkins: Jennifer Strunk - Paul Butler: Christopher Strunk - Aaron Sanders: Tom Strunk - Paulette Lamori: Alva - Keri Lynn Pratt: secretaria - Jenna Gavigan: secretaria n.º 1 | - Alicia Carr: secretaria n.º 2 - Lee Pace: Grant Lefanu - Aline Weber: Lois - Adam Shapiro: Myron - Marlene Martínez: María - Jon Hamm: Harold Ackerley (voz al teléfono) |

## Producción
El diseñador de moda Tom Ford, como director novel, financió él mismo la película. La película pone énfasis en la cultura de la década de 1960; El diseño de producción es del mismo equipo que diseñó Mad Men del canal AMC, que está ambientada en la misma época. La estrella de Mad Men, Jon Hamm, tiene un cameo de voz no acreditado como el primo del socio de George, Jim.
La casa real donde vive el personaje de George en la película fue diseñada en 1948 por John Lautner, su primera casa después de dejar a Frank Lloyd Wright.
La película se rodó en 21 días (del 3 de noviembre al 5 de diciembre de 2008), según «The Making of A Single Man», un artículo incluido en el lanzamiento en DVD de la película.

## Controversia de marketing
Uno de los primeros carteles teatrales de A single man presentaba un primer plano de Colin Firth y Julianne Moore tumbados uno al lado del otro, con los brazos y los hombros tocándose. Esto llevó a especular que el contenido y los temas gay de la obra estaban siendo eliminados o disminuidos en sus materiales de marketing para mejorar sus posibilidades de éxito con una audiencia más amplia. Se publicó un nuevo cartel con Moore reubicado en un segundo plano. El avance original de la película puso más énfasis en la relación entre George y Jim, pero un avance reeditado omitió una toma de George y Jim besándose mientras conservaba un beso entre George y Charley. También se eliminaron tomas de George conociendo al estafador Carlos afuera de una licorería, George y Kenny corriendo desnudos hacia el océano y una toma de George mirando a los ojos de un estudiante, mientras se mantenía una toma de George mirando a los ojos de una estudiante.
Hablando de la controversia, Moore dijo que el director Tom Ford expresó su preocupación porque el cartel original hacía que la película pareciera una comedia romántica y que ordenó que se cambiara el cartel. Sin embargo, Ford, señalando que no ve la película en términos de homosexuales o heterosexuales, dijo: «No creo que la película haya sido «desgayizada». Debo decir que vivimos en una sociedad que es bastante extraña. Por ejemplo, puedes tener desnudos masculinos frontales en HBO, pero en el cine no puedes tener nalgas masculinas desnudas. No puedes tener hombres besándose sin que se considere contenido para adultos. Así que, para poder cortar un tráiler para que pueda tener una amplia distribución en los cines, ciertas cosas tuvieron que ser eliminadas. Pero no fue un intento intencional de eliminar la homosexualidad de la película». Por el contrario, Colin Firth dijo: «[El marketing] es engañoso. No creo que deban hacer eso porque no hay nada que desinfectar. Es una hermosa historia de amor entre dos hombres y no veo ningún sentido en ocultar eso. La gente debería verlo tal como es». Harvey Weinstein solo dijo, cuando se le preguntó sobre la comercialización de un romance gay, «A Brokeback Mountain le fue bastante bien. A Midnight Cowboy le fue bastante bien. Si sabes cómo comercializar, puedes comercializar. Hay una audiencia para ello». Cuando se le preguntó sobre el cartel, Weinstein cortó la entrevista y dijo: «Estoy bien. Ya tienes suficiente. Gracias». Peter Knegt de IndieWire sugirió que se había eliminado la homosexualidad del tráiler para mejorar las posibilidades de la película de recibir nominaciones al Premio de la Academia.

## Recepción

### Respuesta crítica
- A Single Man ha recibido una recepción general positiva por parte de los críticos, y la mayoría de las críticas destacan la actuación de Colin Firth.
- Actualmente tiene una calificación de «Fresco» del 86% en Rotten Tomatoes, basada en 192 reseñas y una calificación promedio de 7.4/10, siendo el consenso del sitio que «Aunque el vestuario es hermoso y la dirección de arte impecable, lo que más se destaca de este debut del diseñador de moda Tom Ford está la actuación principal de Colin Firth».[9]
- Metacritic ha compilado una puntuación promedio de 77 (críticas generalmente favorables) de 35 críticas.
- Michael Phillips del Chicago Tribune escribió: «Algunas películas no son revelaciones exactamente, pero profundizan tan profundamente en viejas verdades sobre el amor, la pérdida y el desorden y la emoción de la vida, que de todos modos parecen nuevas»[10]
- Bob Mondello de NPR comentó «Un dolor exquisito, casi sensual, impregna cada fotograma de Un hombre soltero».[10]
- Marc Savlov de The Austin Chronicle escribió: «Todo encaja perfectamente, desde los títulos hasta el fin, pero sobre todo Colin Firth, que interpreta el papel de George como un fino traje hecho a medida».[11]
- Los críticos a los que les gustó la película incluyen al crítico de cine de The AV Club, Nathan Rabin, quien le dio a la película una puntuación A-, argumentando que «A Single Man es una película de tremendo estilo unida a una sustancia real y arraigada en la conmovedora actuación principal de Firth como protagonista. Un hombre tratando de mantener la compostura durante un último día después de que su mundo se haya desmoronado».
- El crítico Roger Ebert del Chicago Sun-Times también elogió a Firth, diciendo que «interpreta a George magníficamente, como un hombre que prepara un rostro para conocer las caras que encuentra. Muestra muy poca emoción y ciertamente sus pensamientos no pueden leerse en sus ojos».[12]
- El periódico The Times de Londres calificó la película como «una cosa de una belleza deslumbrante... Habrá críticos que no podrán superar los antecedentes del director, pero tengan la seguridad: Tom Ford es el verdadero negocio».[13]
- Veredicto de Variety: «Luminoso y atesorable, a pesar de sus imperfecciones. Un impresionante debut como director para el diseñador de moda Tom Ford».[14]

## Banda sonora
La banda sonora oficial fue lanzada por Silva Screen Records el 22 de diciembre de 2009.
La lista de canciones consistía en música original compuesta por Abel Korzeniowski, arias de ópera de Shigeru Umebayashi, así como canciones que aparecen en la película.
Listado de canciones
1. «Stillness of the Mind» – Abel Korzeniowski - 3:54
2. «Drowning» – Abel Korzeniowski - 1:48
3. «Snow» – Abel Korzeniowski - 1:15
4. «Becoming George» – Abel Korzeniowski - 3:51
5. «George's Waltz» – Shigeru Umebayashi - 1:40
6. «Daydreams» – Abel Korzeniowski - 2:16
7. «Mescaline» – Abel Korzeniowski - 3:10
8. «Going Somewhere» – Abel Korzeniowski - 1:59
9. «(Variation On) Scotty Tails Madeleine» – Shigeru Umebayashi (escrito por: Bernard Herrmann) - 1:52
10. «Carlos» – Shigeru Umebayashi (escrito por: Bernard Herrmann) - 1:01
11. «La Wally, Act I: Ebben? / Ne Andro Lontana» – Miriam Gauci - 3:29
12. «Stormy Weather» – Etta James - 3:10
13. «Green Onions» – Booker T. & the M.G.'s - 2:54
14. «Blue Moon» – Jo Stafford - 4:39
15. «Swimming» – Abel Korzeniowski - 1:39
16. «And Just Like That» – Abel Korzeniowski - 4:53
17. «George's Waltz» – Shigeru Umebayashi - 3:18
18. «Sunset» – Abel Korzeniowski - 2:59
19. «Clock Tick» – Abel Korzeniowski - 2:06

## Premios

### Óscar
| Año  | Categoría   | Persona     | Resultado |
| ---- | ----------- | ----------- | --------- |
| 2009 | Mejor Actor | Colin Firth | Candidato |

### Globos de Oro
| Año  | Categoría               | Persona           | Resultado |
| ---- | ----------------------- | ----------------- | --------- |
| 2009 | Mejor Actor - Drama     | Colin Firth       | Candidato |
| 2009 | Mejor Actriz de Reparto | Julianne Moore    | Candidata |
| 2009 | Mejor Banda Sonora      | Abel Korzeniowski | Candidato |

### Premios del Sindicato de Actores
| Año  | Categoría   | Persona     | Resultado |
| ---- | ----------- | ----------- | --------- |
| 2009 | Mejor Actor | Colin Firth | Candidato |

### Premios BAFTA
| Año  | Categoría                             | Persona        | Resultado |
| ---- | ------------------------------------- | -------------- | --------- |
| 2009 | Mejor Actor                           | Colin Firth    | Ganador   |
| 2009 | Mejor Diseño de Vestuario             |                | Candidato |
| 2009 | Premio Orange a la estrella emergente | Nicholas Hoult | Candidato |

### Festival Internacional de Cine de Venecia
| Año  | Categoría   | Persona     | Resultado |
| ---- | ----------- | ----------- | --------- |
| 2009 | Mejor Actor | Colin Firth | Ganador   |
| 2009 | Queer Lion  |             | Ganadora  |
| 2009 | León de Oro |             | Candidata |